# OpenBSD
OpenBSD е свободна компютърна операционна система с отворен код, базирана на BSD версията на Unix. Базирана е на NetBSD и се отделя от проекта през 1995 г. Известна е с настойчивостта на разработчиците си на тема отворен код, софтуерни лицензи, качество и сигурност на кода. Още от началото си, проектът е ръководен от Тео де Раад. Логото и талисманът е риба-балон, наречена Пъфи.
OpenBSD притежава някои особености, свързани със сигурността, които не са налични при другите операционни системи. Разработчиците отделят специално внимание на тези проблеми и наблюдават кода за бъгове и проблеми със сигурността. Проектът има строги лицензионни политики и се стреми към използване на код само под BSD лиценз. В миналото това е довеждало до щателни проверки и подмяна на код с неприемливи лицензи.
OpenBSD поддържа 13 различни хардуерни платформи.